# Jean Dargassies
Jean Dargassies, fue un ciclista francés, nacido el 15 de julio de 1872 en Grisolles, Francia, siendo su data de defunción el 7 de agosto de 1965 también en Grisolles, Francia, su ciudad natal. 

## Palmarés
1904
- 2.º Burdeos-París[1]

## Resultados en el Tour de Francia
Durante su carrera deportiva ha conseguido los siguientes puestos en el Tour de Francia:
| Carrera         | 1903 | 1904 | 1905 | 1906 | 1907 |
| --------------- | ---- | ---- | ---- | ---- | ---- |
| Tour de Francia | 11º  | 4º   | Ab.  | -    | Ab.  |